# Рангоне, Аугусто
Аугусто Рангоне (итал. Augusto Rangone, 11 декабря 1885, Алессандрия, Италия — 4 декабря 1970, Акви-Терме, Италия) — итальянский футбольный функционер, арбитр и тренер начала XX столетия.

## Биография
Был одним из первых энтузиастов футбола в родном городе Алессандрия, в частности в 1912 году был среди основоположников местного футбольного клуба. В клубе «Алессандрия» занимал ряд технических и руководящих должностей, в том числе должности казначея, технического директора, а также в 1925—1926 годах должность главного тренера команды клуба.
В 1924 году также вошёл в тренерский совет сборной Италии, а в течение 1925—1928 годов был главным тренером национальной команды. Под руководством Рангоне «лазурные» принимали участие в футбольном турнире на Олимпийских играх 1928 года в Амстердаме, где выиграли бронзовые награды. Также руководил сборной во время первых матчей первого розыгрыша Кубка Центральной Европы, соревнования, которое длилось четыре года (1927—1930), и победителями которого стали итальянцы. Всего провёл 36 матчей в качестве главного тренера сборной Италии.
Впоследствии тренировал футбольные команды клубов «Про Патрия» и «Торино».
Также был футбольным арбитром, в течение некоторого времени — председателем судейской комиссии.
Скончался 4 декабря 1970 года в городке Акви-Терме неподалеку Алессандрии.